# 9508 Titurel
9508 Titurel (3395 T-3) là một tiểu hành tinh vành đai chính. Nó được đặt theo tên Titurel, a character ở Arthurian legend.